# Раде Милићевић
Раде Милићевић (Звијерина, код Билеће, 6. јун 1910 – 22. мај 1943), учесник Народноослободилачке борбе и народни херој Југославије.

## Биографија
Родио се као једно од деветоро деце у сиромашној породици Звијерини код Билеће. У родном селу је радио као надничар, да би у потрази за запослењем напустио Херцеговину и постао радник у руднику Трепча 1. маја 1934. године. У Комунистичку партију Југославије примљен је 1940. године.
После априлског рата рудник су заузели Немци и одатле транспортовали руду у Немачку. Раде је учествовао у минирању и рушењу жичаре у Трепчи 30. јула 1941. године. Након акције заједно са шесторицом својих другара прешао је на Копаоник где је ступио у Копаонички НОП. Заједно са копоаоничким одредом учествовао је у борбама за онеспособљавање рудника у Трепчи. Напад се догодио у ноћи између 2. и 3. септембра 1941. године. У нападу је погинуо његов млађи брат Тодор Милићевић. Зног тога је штаб донеоо одлуку да одред добије име Тодора Милићевића. Месец дана касније, у ноћи између 1 и 2. октобра борци су напали рудник „Копаоник”, тј. Бело Брдо који је радио у саставу Трепче. Борци су онеспособили рудник, а дан касније, 3. октобра одред је ослободио Рашку.
Пред налетом Немаца, повукао се до Нове Вароши и Руда где је његов одред ушао у састав Прве пролетерске бригаде као „Рударска чета”. Раде је изабран за руководиоца чете. Убрзо је постао политички комесар 3. рударске чете 4. краљевачког батаљона. Учествовао је у великом броју борби у горњем Подрињу, Херцеговини, али и маршу партизанских јединица ка западној Босни и Босанској Крајини. Од фебруара до априла  борио се у бици на Неретви. У мају у једној од низа борби коју су Немци водили са партизанима у циљу да их униште погинуо је у јуришу командант рударске чете Раде Милићевић.
Указом Президијума Народне скупштине ФНР Југославије, 20. децембра 1951. године, проглашен је за народног хероја.